# Благовіщенська церква (Федорівка)
Благовіщенська церква — церква на честь Благовіщення Пресвятої Богородиці в с. Федорівка, Карлівський район, Полтавська область. Пам'ятка архітектури національного значення, охоронний № 1479.

## Історія

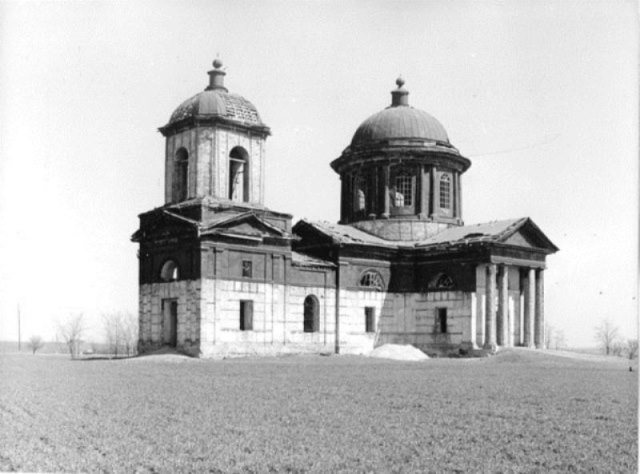
Церква на початку 20 ст.

Збудована 1828 коштом графині Марії Григорівни Розумовської та парафіян.
01.10.1878 відбулося освячення церкви.
У 1902 Б. ц. володіла 33 дес. ружної, 5 дес. 2304 кв. саж. садибної землі. Мала церковну сторожку. Діяли бібліотека, у парафії – два училища, церковнопарафіяльна однокласна школа, церковнопарафіяльне попечительство.
За свідченнями старожилів, церква була закрита для богослужіння в середині 1930-х. Тоді було демонтовано хрести, дзвони відправлено в металобрухт, знято зовнішню металеву обшивку фасадів. Храм почали використовувати як склад для зберігання колгоспного збіжжя.
Відновила діяльність 1942, під час німецької окупації.
Після звільнення села радянськими військами громада була зареєстрована в Полтавському облвиконкомі 20.02.1944 за № 312.
У 1945 ж на куполі церкви та дзвіниці встановлено хрести.
На поч. 1960-х під тиском було «отримано заяву» за підписом 9 членів церковної громади – людей похилого віку, що вони «не заперечують проти зняття з реєстрації релігійної общини села». Після цього відповідне рішення було ухвалено виконкомом Карлівської районної ради за № 296 від 18.11.1961.
Після постанови Ради у справах РПЦ від 01.02.1962 № 32 храмова споруда стояла зачиненою.
Акт закриття церкви фактично відбувся 21.04.1963, коли було вивезено церковне майно.
Деякий час приміщення церкви використовувалося для зберігання зерна, а 1976 було перетворено на сховище мінеральних добрив.
Довершила руйнування пожежа, що трапилася в результаті попадання блискавки.

## Архітектура
Мурована, хрещата в плані, однобанна. Центральний простір середохрестя перекритий півсферичним куполом на циліндричному світловому барабані, в якому знаходиться вісім вікон з напівциркульними завершеннями. Барабан має розвинутий карниз із великим виносом і відзначається декоративністю. Особливу урочистість йому надає ритмічне чергування восьми високих вікон із напівциркульними завершеннями і спарені трьохчетвертні колони доричного ордеру. Усі чотири гілки хреста були акцентовані чотириколонними портиками доричного ордеру, скомпонованих попарно колон, що завершувалися трикутними фронтонами. У 1878, майже через 50 років після завершення будівництва, із західного боку поряд із храмом завершено спорудження двоярусної дзвіниці, після чого простір між нею та церквою з’єднали невеликим переходом. При цьому було розібрано західний портик. Усі фасади першого ярусу дзвіниці мають невисокі трикутні фронтони. Другий, дзвоновий, ярус має високі аркові отвори – голосники. Вертикальність дзвіниці підсилено креповками зрізаних кутів. Форма куполу дзвіниці аналогічна завершенню самого храму. У вирішенні внутрішнього простору споруди використано принцип висотного розкриття. Бокові гілки храму перекриті коробчастими склепіннями. Оформлення інтер’єру олійним живописом створювало ілюзію кессонного куполу. На парусах були зображення євангелістів.
Стіни, виведені із цегли, спочатку були поштукатурені. Згодом тиньк збили, стіни та всі профілі оббили листовим залізом та пофарбували в білий колір. Поточний ремонт проводився один раз на п’ять років.

## Сучасність
Будівля знаходиться в аварійному стані, реставраційні роботи не ведуться.